# Xã Alcona, Michigan
Xã Alcona (tiếng Anh: Alcona Township) là một xã thuộc quận Alcona, tiểu bang Michigan, Hoa Kỳ. Năm 2010, dân số của xã này là 968 người.